# ابن فضل‌الله عمری
ابوالعبّاس، احمد بن یحیی عُمَری شهرت‌یافته به ابنِ فضل‌الله عمری (۱۰ ژوئن ۱۳۰۱–۲۷ فوریه ۱۳۴۹) جغرافی‌دان، تاریخ‌نگار، ادیب، کاتب و شاعر شامی در نیمهٔ اول سدهٔ هشتم هجری بود.

## زندگی
شهاب‌الدین ابوالعباس احمد بن یحیی بن فضل‌الله عجلی بن دعجان قرشی عَدَوی عمری در ۳ شوال ۷۰۰ق/۱۱ ژوئن ۱۳۰۱ در دمشق زاده شد.نخست نزد پدرش «یحیی بن فضل‌الله» و گروهی از علمای دمشق دانش آموخت. سپس به قاهره، اسکندریه و حجاز رفت.علم لغت را از اثیرالدین بن حیان، نحو را از کمال‌الدین بن قاضی شُهبة و شمس‌الدین بن مسلم، فقه را نزد شهاب‌الدین بن مجد عبدالله و برهان‌الدین فزاری و ابن تیمیه، اصول فقه را نزد شمس‌الدین اصفهانی، عروض را از شمس‌الدین بن صائغ و علاءالدین وَداعی را فراگرفت.
بسیاری از خاندان او (آل فضل‌الله عُمری، منسوب به عمر بن خطاب) در خدمت دولت بودند. پدرش کاتبِ سِر در قاهره بود. از پدرش این پیشه را برگرفت. پس از مشکلی، از منصبش عزل شد و به دمشق تبعید گشت. دوباره به او این منصب را دادند، و عزلش کردند؛ تا اینکه بیکار ماند. ابن فضل‌الله عمری در طاعون دمشق، در ۹ ذی‌الحجه ۷۴۹ق/ ۲۷ فوریه ۱۳۴۹ درگذشت.

## آثار
- مسالک الأبصار فی ممالک الأمصار یا المسالک و الممالک: مهم‌ترین اثر ابن فضل‌الله است که در بیست و هفت جلد بزرگ نگاشته شده‌است. می‌خواست در اصل کتابی در جغرافیا و تقویم البلدان و برشماری مسافت بین سرزمین‌ها باشد؛ اما در آن فصل‌های بلندی دربارهٔ تاریخ، زندگی‌نامه، شعر، گیاه‌شناسی، جانورشناسی و مردم‌شناسی نیز نگاشت.[۶]
- الشَتَویّات: نامه‌هایی میان او و یکی از علمای مصر دربارهٔ زمستان.
- صبابة المشتاق فی البدائع النبویّة: قصاید بدیعیات (مدح پیامبر).
- فواضلُ السَمَر فی فضائل آل عُمَر
- الدعوة المتسجابة
- النُبذة الکافیة فی معرفة الکِتابة والقافیة
- الدرر الفرائد فی مختصر قلائد
- التعریف بالمصطلح الشریف: این کتاب در مورد آیین کشور داری است که بر ۷ بخش تقسیم شده‌است.[۶]